# Greifenstein
Greifenstein település Németországban, Hessen tartományban. Lakosainak száma 6563 fő (2023. december 31.). Greifenstein Driedorf, Herborn, Sinn, Ehringshausen és Leun községekkel határos.

## Népesség
A település népességének változása:
| Lakosok száma | 6727 | 6673 | 6546 | 6584 | 6563 |
|               | 2017 | 2019 | 2021 | 2022 | 2023 |